# Huisserie
Pour la commune du département de la Mayenne, voir L'Huisserie.

Vue intérieur d'un accès d'Ampthill House, une maison historique des États-Unis, permettant de voir l'huisserie.

En menuiserie, l’huisserie est un terme collectif désignant deux poteaux et un linteau assemblés, qui forment la baie d'une porte dans une cloison de distribution. Elle est habituellement ﬁxée à la maçonnerie ou à l'ossature bois du bâtiment par des « pattes à scellement ».

## Histoire du mot, étymologie
Autrefois, le mot désignait en vieux français à la fois la porte (ou fenêtre) entière et son encadrement, et pouvait parfois être synonyme de huis.
Aujourd'hui, l'huisserie désigne un encadrement de porte ou d'une fenêtre en bois, métal ou PVC, composé de deux montants, d'une traverse supérieure et éventuellement d'un seuil. 
L'huisserie constitue le dormant et se trouve solidaire de la paroi.